# Chronologie der Marsmissionen
Diese Liste führt chronologisch geordnet alle Raumsonden auf, die mit dem Ziel gestartet wurden, den Planeten Mars zu erreichen. Dabei werden auch die Raumsonden genannt, die ihr Ziel wegen Fehlfunktionen oder anderer Gründe nicht erreicht haben; Sonden mit reinen Fehlstarts sind eingeklammert. Bemannte Marsflüge fanden bislang weder statt, noch bestehen konkrete Startplanungen.
Einige von der Sowjetunion gestartete und fehlgeschlagene Marsmissionen wurden (im Falle des Erreichens der Erdumlaufbahn) als Satelliten bezeichnet und erhielten Sputnik- oder Kosmos-Decknamen. Die Sonden, die nicht einmal die Erdumlaufbahn erreichten, erhielten überhaupt keine offizielle Bezeichnung. Sie tragen daher von internationalen Experten vergebene Bezeichnungen wie z. B. Mars 1960A.

## Chronologie
Der Grad der Erfolge ist in den folgenden Farben markiert:
| Misserfolg | Teilerfolg | erfolgreich | laufend / Teilerfolg | planmäßig laufend |

| Inhaltsverzeichnis: 1960er • 1970er • 1980er • 1990er • 2000er • 2010er • 2020er • geplant |                                 |                                                          |                              |                                                       | |
| Nr.                                                                                        | Mission                         | Bild                                                     | Startdatum (UTC)             | Betreiber                                             | Ergebnisse |
|                                                                                            |                                 |                                                          |                              |                                                       | |
| 1960er – 60 – 62 – 64 – 69                                                                 |                                 |                                                          |                              |                                                       | |
| 1.                                                                                         | Marsnik 1 (Mars 1960A)          | Marsnik 1                                                | 10. Oktober 1960, 14:27:49   | Sowjetunion                                           | Geplanter Vorbeiflug am Mars. Die dritte Stufe der Molnija-Trägerrakete versagte und erreichte die Erdumlaufbahn nicht. |
| 2.                                                                                         | Marsnik 2 (Mars 1960B)          |                                                          | 14. Oktober 1960, 13:51:03   | Sowjetunion                                           | Geplanter Vorbeiflug am Mars. Erreichte wegen Versagens der dritten Stufe der Molnija-Trägerrakete die Erdumlaufbahn nicht. |
|                                                                                            |                                 |                                                          |                              |                                                       | |
| 3.                                                                                         | Sputnik 22 (Mars 1962A)         |                                                          | 24. Oktober 1962, 17:55:04   | Sowjetunion                                           | Geplanter Vorbeiflug am Mars. Erreichte wegen Versagens der vierten Stufe der Molnija-Trägerrakete nur die Erdumlaufbahn. |
| 4.                                                                                         | Mars 1                          | Mars 1                                                   | 1. November 1962, 16:14:16   | Sowjetunion                                           | Geplanter Vorbeiflug am Mars. Der Kontakt brach am 21. März 1963 in 106 Millionen Kilometern Entfernung zur Erde ab. |
| 5.                                                                                         | Sputnik 24 (Mars 1962B)         |                                                          | 4. November 1962, 15:35:15   | Sowjetunion                                           | Geplanter Vorbeiflug am Mars. Erreichte wegen Versagens der vierten Stufe der Molnija-Trägerrakete nur die Erdumlaufbahn. |
|                                                                                            |                                 |                                                          |                              |                                                       | |
| 6.                                                                                         | Mariner 3                       | Mariner 3–4                                              | 5. November 1964, 19:22:05   | NASA (USA)                                            | Geplanter Vorbeiflug am Mars. Erreichte eine heliozentrische Umlaufbahn, die nicht an die Marsbahn heranreichte, und verstummte einige Stunden nach dem Start. Wahrscheinlich war die Nutzlastverkleidung der Atlas-Agena-Trägerrakete an der Sonde haften geblieben. |
| 7.                                                                                         | Mariner 4                       | Mariner 3–4                                              | 28. November 1964, 14:22:01  | NASA (USA)                                            | Flog am 15. Juli 1965 in 9.846 km Entfernung planmäßig am Mars vorbei. Lieferte erste Nahaufnahmen vom Mars, insgesamt 22 Fotos. |
| 8.                                                                                         | Zond 2                          | Zond 2                                                   | 30. November 1964, 13:12     | Sowjetunion                                           | Geplanter Vorbeiflug am Mars. Der Kontakt brach am 2. April 1965 wegen eines fehlerhaften Solarpanels ab. Flog am 6. August 1965 ohne Kontakt in 1.500 km Entfernung am Mars vorbei. |
|                                                                                            |                                 |                                                          |                              |                                                       | |
| 10.                                                                                        | Mariner 6                       | Mariner 6–7                                              | 25. Februar 1969, 01:29:02   | NASA (USA)                                            | Flog am 31. Juli 1969 in 3.431 km Entfernung am Mars vorbei. Lieferte insgesamt 75 Aufnahmen. |
| 11.                                                                                        | Mars 1969A                      | Mars 1969A                                               | 27. März 1969, 10:40:45      | Sowjetunion                                           | Geplanter Mars-Orbiter. Erreichte wegen Versagens der dritten Stufe der Proton-Trägerrakete die Erdumlaufbahn nicht. |
| 12.                                                                                        | Mariner 7                       | Mariner 6–7                                              | 27. März 1969, 22:22:01      | NASA (USA)                                            | Flog am 5. August 1969 in 3.430 km Entfernung am Mars vorbei. Lieferte insgesamt 126 Aufnahmen, darunter erste Aufnahmen vom Marsmond Phobos. |
| 13.                                                                                        | Mars 1969B                      | Mars 1969B                                               | 2. April 1969, 10:33:00      | Sowjetunion                                           | Geplanter Mars-Orbiter. Erreichte wegen Versagens der ersten Stufe der Proton-Trägerrakete die Erdumlaufbahn nicht. |
|                                                                                            |                                 |                                                          |                              |                                                       | |
| 1970er – 71 – 73 – 75                                                                      |                                 |                                                          |                              |                                                       | |
| 14.                                                                                        | Mariner 8                       | Mariner 8–9                                              | 9. Mai 1971, 01:11:02        | NASA (USA)                                            | Geplanter Mars-Orbiter. Erreichte wegen Versagens der Atlas-Centaur-Trägerrakete die Erdumlaufbahn nicht. |
| 15.                                                                                        | Kosmos 419                      | Kosmos 419                                               | 10. Mai 1971, 16:58:42       | Sowjetunion                                           | Geplanter Mars-Orbiter. Erreichte wegen Versagens der vierten Stufe der Proton-Trägerrakete nur die Erdumlaufbahn. |
| 16.                                                                                        | Mars 2                          | Mars 2                                                   | 19. Mai 1971, 16:22:44       | Sowjetunion                                           | Mars-Orbiter und -Lander. Orbiter erreichte erfolgreich die Marsumlaufbahn und machte einige Aufnahmen und Messungen, der Lander wurde jedoch bei der Landung zerstört. |
| 17.                                                                                        | Mars 3                          |                                                          | 28. Mai 1971, 15:26:30       | Sowjetunion                                           | Mars-Orbiter und -Lander. Orbiter erreichte am 2. Dezember 1971 eine unplanmäßige Marsumlaufbahn und machte einige Aufnahmen und Messungen, der Lander erreichte erfolgreich die Marsoberfläche, verstummte aber bereits 20 Sekunden nach der Landung (Ursache war möglicherweise ein Staubsturm, der den Lander umgeworfen haben könnte).                                         |
| 18.                                                                                        | Mariner 9                       | Mariner 8–9                                              | 30. Mai 1971, 22:23:04       | NASA (USA)                                            | Schwenkte am 14. November 1971 als erster künstlicher Satellit in eine Marsumlaufbahn, kartografierte die gesamte Marsoberfläche. Lieferte insgesamt 7.329 Aufnahmen. |
|                                                                                            |                                 |                                                          |                              |                                                       | |
| 19.                                                                                        | Mars 4                          | Mars 4                                                   | 21. Juli 1973, 19:30:59      | Sowjetunion                                           | Geplanter Mars-Orbiter, wegen fehlerhafter Bremstriebwerke nur ein Vorbeiflug am 10. Februar 1974 in 2.200 km Entfernung vom Mars. Lieferte etwa 20 Aufnahmen. |
| 20.                                                                                        | Mars 5                          |                                                          | 25. Juli 1973, 18:55:48      | Sowjetunion                                           | Schwenkte am 12. Februar 1974 in eine Marsumlaufbahn, im 22. Orbit erzwang ein Fehler in der Sendeanlage das Ende der Mission. Lieferte in einem Zeitraum von neun Tagen etwa 60 Bilder und einige andere Daten. |
| 21.                                                                                        | Mars 6                          | Mars 6                                                   | 5. August 1973, 17:45:48     | Sowjetunion                                           | Geplanter Mars-Lander. Der Kontakt brach kurz vor der Landung ab, wahrscheinliche Ursache waren fehlerhafte Bremsraketen, die kurz über dem Boden gezündet werden und die Sonde vor einer harten Landung schützen sollten. Lieferte beim Abstieg einige Daten über die Atmosphäre.                                                                                                 |
| 22.                                                                                        | Mars 7                          |                                                          | 9. August 1973, 17:00:17     | Sowjetunion                                           | Geplanter Mars-Lander. Durch einen Fehler beim Abtrennen der Landeeinheit nur ein Vorbeiflug. |
|                                                                                            |                                 |                                                          |                              |                                                       | |
| 23.                                                                                        | Viking 1                        | Viking spacecraft                                        | 20. August 1975, 21:22:00    | NASA (USA)                                            | Mars-Orbiter und -Lander, erreichte am 19. Juni 1976 die Marsumlaufbahn, Landung am 20. Juli 1976. Orbiter blieb bis zum 7. August 1980 in Betrieb und lieferte etwa 37.000 Aufnahmen. Lander funktionierte bis November 1982 und lieferte u. a. etwa 2.300 Fotos von der Landestelle.                                                                                             |
| 24.                                                                                        | Viking 2                        | Viking spacecraft                                        | 9. September 1975, 18:39:00  | NASA (USA)                                            | Mars-Orbiter und -Lander, erreichte am 7. August 1976 die Marsumlaufbahn, Landung am 4. September 1976. Orbiter blieb bis zum 27. Juli 1978 in Betrieb und lieferte etwa 19.000 Aufnahmen. Lander funktionierte bis zum 11. April 1980 und lieferte u. a. etwa 2.250 Fotos von der Landestelle.                                                                                    |
|                                                                                            |                                 |                                                          |                              |                                                       | |
| 1980er – 88                                                                                |                                 |                                                          |                              |                                                       | |
| 25.                                                                                        | Phobos (Raumsonde) 1            | Phobos (Raumsonde)                                       | 7. Juli 1988, 17:38:04       | Sowjetunion                                           | Geplanter Mars-Orbiter und Phobos-Lander, der Kontakt brach am 2. September 1988 wegen eines falschen Befehls an die Sonde ab, der dazu führte, dass die Sonde sich von der Sonne wegdrehte und ihre Batterie daraufhin ausfror. |
| 26.                                                                                        | Phobos (Raumsonde) 2            | Phobos (Raumsonde)                                       | 12. Juli 1988, 17:01:43      | Sowjetunion                                           | Geplanter Mars-Orbiter und Phobos-Lander, schwenkte am 29. Januar 1989 in die Marsumlaufbahn ein, am 27. März 1989 brach der Kontakt ebenfalls ab (Ursache war eine Fehlfunktion des On-Board-Computers). |
|                                                                                            |                                 |                                                          |                              |                                                       | |
| 1990er – 92 – 96 – 98 – 99                                                                 |                                 |                                                          |                              |                                                       | |
| 27.                                                                                        | Mars Observer                   | Mars Observer                                            | 25. September 1992, 17:05:01 | NASA (USA)                                            | Geplanter Mars-Orbiter, der Kontakt brach am 21. August 1993, drei Tage vor dem Einschwenken in die Marsumlaufbahn, ab. Die Ursache ist nicht bekannt, da es keinerlei Telemetrie zum Zeitpunkt des Kontaktverlusts gab. |
|                                                                                            |                                 |                                                          |                              |                                                       | |
| 28.                                                                                        | Mars Global Surveyor            | Mars Global Surveyor                                     | 7. November 1996, 17:00:49   | NASA (USA)                                            | Erfolgreicher Mars-Orbiter, lieferte ca. 240.000 hochaufgelöste Aufnahmen; nach mehrfacher Missionsverlängerung brach der Kontakt zur Sonde nach fast genau 10 Jahren, am 2. November 2006, wegen eines fehlerhaften Kommandos ab. |
| 29.                                                                                        | Mars 96                         | Mars 96                                                  | 16. November 1996, 20:48:53  | Roskosmos (Russland)                                  | Geplanter Mars-Orbiter mit mehreren Landestationen. Erreichte die Erdumlaufbahn wegen des Versagens der vierten Stufe der Proton-Trägerrakete nicht. |
| 30.                                                                                        | Mars Pathfinder                 | Mars Pathfinder                                          | 4. Dezember 1996, 06:58:07   | NASA (USA)                                            | Mars-Lander und kleiner Rover (Sojourner). Erfolgreiche Landung, blieb 3 Monate in Betrieb. Einsatz des ersten Rovers auf der Marsoberfläche. |
|                                                                                            |                                 |                                                          |                              |                                                       | |
| 31.                                                                                        | Nozomi (Planet-B)               | Nozomi                                                   | 3. Juli 1998, 18:12          | ISAS (Japan)                                          | Geplanter Mars-Orbiter. Aufgrund von Problemen mit dem Einschuss in die Marstransferbahn betrug die Flugzeit zum Mars mehr als vier Jahre. In der Zeit litt die Sonde unter Sonnenstürmen, wodurch das Haupttriebwerk beschädigt wurde. Aus diesem Grund konnte die Sonde nicht in einen Marsorbit einschwenken und flog am 14. Dezember 2003 in 870 km Entfernung am Mars vorbei. |
| 32.                                                                                        | Mars Climate Orbiter            | Mars Climate Orbiter                                     | 11. Dezember 1998, 18:45:51  | NASA (USA)                                            | Geplanter Mars-Orbiter. Verlust der Sonde am 23. September 1999 beim Einschwenken in die Marsumlaufbahn aufgrund zu geringer Anflughöhe (57 km) und anschließender Zerstörung in der Atmosphäre. Der Fehler entstand durch das Verwenden zweier verschiedener Maßsysteme (SI-Einheitensystem und das angloamerikanische System).                                                   |
|                                                                                            |                                 |                                                          |                              |                                                       | |
| 33.                                                                                        | Mars Polar Lander               | Mars Polar Lander                                        | 3. Januar 1999, 20:21:10     | NASA (USA)                                            | Geplanter Mars-Lander (Start und Flug zusammen mit Deep Space 2). Ging bei der Landung am 3. Dezember 1999 aufgrund eines fehlerhaften Sensors verloren. |
| 33.                                                                                        | Deep Space 2                    | Deep Space 2                                             | 3. Januar 1999, 20:21:10     | NASA (USA)                                            | Zwei geplante Penetrator-Sonden (Start und Flug zusammen mit Mars Polar Lander). Gingen bei der Landung am 3. Dezember 1999 verloren, die genaue Ursache konnte nicht festgestellt werden. |
|                                                                                            |                                 |                                                          |                              |                                                       | |
| 2000er – 01 – 03 – 04 – 05 – 07                                                            |                                 |                                                          |                              |                                                       | |
| 34.                                                                                        | 2001 Mars Odyssey               | 2001 Mars Odyssey                                        | 7. April 2001, 15:02:22      | NASA (USA)                                            | Erfolgreicher Mars-Orbiter, erreichte am 24. Oktober 2001 die Marsumlaufbahn. |
|                                                                                            |                                 |                                                          |                              |                                                       | |
| 35.                                                                                        | Mars Express                    |                                                          | 2. Juni 2003, 17:45:26       | ESA (Europa)                                          | Erfolgreicher Mars-Orbiter (Start und Flug zusammen mit Beagle 2), erreichte am 25. Dezember 2003 die Marsumlaufbahn. |
| 35.                                                                                        | Beagle 2                        |                                                          | 2. Juni 2003, 17:45:26       | Großbritannien                                        | Geplanter Lander (Start und Flug zusammen mit Mars Express), ging bei der Landung in der Nacht vom 24. Dezember auf den 25. Dezember 2003 verloren (die genaue Ursache blieb ungeklärt). |
| 36.                                                                                        | MER-A Spirit                    | MER                                                      | 10. Juni 2003, 17:58:47      | NASA (USA)                                            | Mars-Rover, Landung am 4. Januar 2004 im Gusev-Krater. Arbeitete bis zum 22. März 2010. Durch Kälteschäden konnte von Spirit kein Signal mehr empfangen werden. Am 25. Mai 2011 wurde die aktive Kontaktaufnahme zu dem Rover beendet. |
| 37.                                                                                        | MER-B Opportunity               | MER                                                      | 8. Juli 2003, 03:18:15       | NASA (USA)                                            | Mars Rover, Landung am 25. Januar 2004 in Meridiani Planum. War danach 14 Jahre und 219 Tage aktiv bis zum 10. Juni 2018, als der Kontakt infolge eines Staubsturms verloren ging. |
|                                                                                            |                                 |                                                          |                              |                                                       | |
| 38.                                                                                        | Rosetta                         | Rosetta                                                  | 2. März 2004, 07:17:44       | ESA (Europa)                                          | Eine Raumsonde zur Erforschung eines Kometen, flog am 25. Februar 2007 in einem Abstand von 250 km am Mars vorbei und machte dabei einige Aufnahmen und Messungen. |
|                                                                                            |                                 |                                                          |                              |                                                       | |
| 39.                                                                                        | Mars Reconnaissance Orbiter     | Mars Reconnaissance Orbiter                              | 12. August 2005, 11:43:00    | NASA (USA)                                            | Mars-Orbiter, erreichte am 10. März 2006 den Marsorbit, begann im November 2006 wissenschaftlichen Betrieb. |
|                                                                                            |                                 |                                                          |                              |                                                       | |
| 40.                                                                                        | Phoenix                         | Phoenix                                                  | 4. August 2007, 09:26:35     | NASA (USA)                                            | Erster Mars-Lander, dessen Zielgebiet in der Nähe des nördlichen Pols liegt; Landung am 25. Mai 2008, Abbruch des Funkkontakts am 2. November 2008. |
| 41.                                                                                        | Dawn                            | Dawn                                                     | 26. September 2007, 11:34    | NASA (USA)                                            | Asteroidensonde, flog am 17. Februar 2009 in einem Abstand von 543 km am Mars vorbei und fotografierte den Planeten. |
|                                                                                            |                                 |                                                          |                              |                                                       | |
| 2010er – 11 – 13 – 16 – 18                                                                 |                                 |                                                          |                              |                                                       | |
| 42.                                                                                        | Phobos-Grunt                    | Phobos-Grunt                                             | 8. November 2011, 20:16      | Roskosmos (Russland)                                  | Mars-Orbiter und Rückführung von Phobos-Proben zu Erde, verließ vermutlich wegen Ausfällen von Computersystemen nicht die Erdumlaufbahn, Reste stürzten am 15. Januar 2012 vor Südchile in den Pazifik. |
| 42.                                                                                        | Yinghuo-1                       | Yinghuo-1                                                | 8. November 2011, 20:16      | Volksrepublik China                                   | Mars-Orbiter, Huckepacknutzlast der russischen Marssonde Phobos-Grunt, verglühte mit ihr am 15. Januar 2012 über dem Südpazifik. |
| 43.                                                                                        | Curiosity                       | Mars Science Laboratory                                  | 26. November 2011, 15:02     | NASA (USA)                                            | Großer Rover mit nuklearer Energieversorgung, Landung am 6. August 2012 im Gale-Krater. |
|                                                                                            |                                 |                                                          |                              |                                                       | |
| 44.                                                                                        | Mars Orbiter Mission            | Mars Orbiter Mission                                     | 5. November 2013 09:08       | ISRO (Indien)                                         | Erste indische Marssonde (Orbiter), erreichte am 24. September 2014 die Marsumlaufbahn. |
| 45.                                                                                        | MAVEN                           | Mars Atmosphere and Volatile EvolutioN                   | 18. November 2013 18:28      | NASA (USA)                                            | Zweite Mission des Mars-Scout-Programms, soll die Marsatmosphäre untersuchen und trat am 22. September 2014 in einen Marsorbit ein. |
|                                                                                            |                                 |                                                          |                              |                                                       | |
| 46.                                                                                        | ExoMars Trace Gas Orbiter       | Trace Gas Orbiter                                        | 14. März 2016 10:31          | ESA (Europa), Roskosmos (Russland)                    | Orbiter im Rahmen des ExoMars-Programms der ESA. Ist am 19. Oktober 2016 in eine Marsumlaufbahn eingetreten. |
| 46.                                                                                        | Schiaparelli                    | Trace Gas Orbiter                                        | 14. März 2016 10:31          | ESA (Europa), Roskosmos (Russland)                    | Lander im Rahmen des ExoMars-Programms der ESA. (Start und Flug zusammen mit TGO). Bei der ungeplanten harten Landung am 19. Oktober 2016 zerstört. |
|                                                                                            |                                 |                                                          |                              |                                                       | |
| 47.                                                                                        | InSight                         | InSight                                                  | 5. Mai 2018                  | NASA (USA) DLR (Deutschland)                          | Stationärer Mars-Lander, der Struktur und Zusammensetzung des Marsinneren untersuchen soll. Die Landung erfolgte am 26. November 2018 in der Elysium-Region. Eines der beiden Hauptinstrumente – eine vom DLR gebaute Rammsonde zur Wärmeflussmessung – blieb in der oberen Bodenschicht stecken.                                                                                  |
| 47.                                                                                        | Mars Cube One                   | Mars Cube One                                            | 5. Mai 2018                  | NASA (USA)                                            | Zwei Cubesats als Huckepacknutzlast des Landers InSight |
|                                                                                            |                                 |                                                          |                              |                                                       | |
| 2020er – 2020                                                                              |                                 |                                                          |                              |                                                       | |
| 48.                                                                                        | al-Amal                         |                                                          | 19. Juli 2020                | Vereinigte Arabische Emirate                          | Orbiter, Untersuchung von Atmosphäre und Klima. Der Orbiter erreichte am 9. Februar 2021 eine Marsumlaufbahn. |
| 49.                                                                                        | Tianwen-1                       | Tianwen-1                                                | 23. Juli 2020 4:41           | Volksrepublik China                                   | Orbiter, Lander und Rover. Der Orbiter erreichte am 10. Februar 2021 eine Marsumlaufbahn. |
| 49.                                                                                        | Zhurong                         | Zhurong                                                  | 23. Juli 2020 4:41           | Volksrepublik China                                   | Der Lander mit dem Rover landete am 14. Mai 2021 in der Utopia Planitia. |
| 50.                                                                                        | Perseverance                    | Künstlerische Darstellung des Rovers auf dem Mars        | 30. Juli 2020                | NASA (USA)                                            | Großer Rover, der auf der Technologie von Curiosity basiert und unter anderem nach Spuren von Leben suchen sowie eine Probenrückholung zur Erde vorbereiten soll. Der Rover landete am 18. Februar 2021 im Jezero-Krater. |
| 50.                                                                                        | Ingenuity                       | Künstlerische Darstellung der Mars-2020-Helikopterdrohne | 30. Juli 2020                | NASA (USA)                                            | Kleinhelikopter für atmosphärische Flüge auf dem Mars. |
|                                                                                            |                                 |                                                          |                              |                                                       | |
| Geplant                                                                                    |                                 |                                                          |                              |                                                       | |
|                                                                                            | Escapade Blue                   |                                                          | 2025–2026                    | UC Berkeley (USA)                                     | Zwei Orbiter zur Untersuchung der Marsmagnetosphäre und -atmosphäre |
| Escapade Gold                                                                              |                                 |                                                          | 2025–2026                    | UC Berkeley (USA)                                     | Zwei Orbiter zur Untersuchung der Marsmagnetosphäre und -atmosphäre |
|                                                                                            | Martian Moons Exploration - MMX | MMX                                                      | August 2026                  | ISAS (Japan)                                          | Probenrückführmission zu den Mars-Monden Phobos und Deimos |
|                                                                                            | ExoMars Rover                   | ExoMars                                                  | frühestens 2028              | ESA (Europa)                                          | Rover im Rahmen des ExoMars-Programms der ESA |
|                                                                                            | Tianwen-3                       |                                                          | 2030                         | CNSA (China)                                          | Probenrückführmission zum Mars |
| Konzepte                                                                                   |                                 |                                                          |                              |                                                       | |
|                                                                                            | International Mars Ice Mapper   | International Mars Ice Mapper                            | 2026                         | NASA (USA), CSA (Kanada), JAXA (Japan), ASI (Italien) | Marsorbiter, der nach Eisvorkommen auf dem Mars suchen soll |
|                                                                                            | Mars Lander Mission             |                                                          | 2031                         | ISRO (Indien)                                         | Marslander mit Rover und Kleinhelikopter |

## Statistik
Von 1960 bis 2020 wurden 53 Raumsonden zum Mars geschickt (Zond 3, Rosetta und Dawn nicht mitgezählt), davon waren 25 amerikanisch, 19 sowjetisch/russisch, zwei europäisch, zwei europäisch-russische Gemeinschaftsprojekte, zwei chinesisch (davon eine als Sekundärnutzlast der russischen Marssonde Phobos-Grunt), eine japanisch, eine indisch und eine aus den Vereinigten Arabischen Emiraten. Zwölf dieser Raumsonden waren Anfang 2021 noch in Betrieb, davon vier noch innerhalb der Primärmission (ExoMars Trace Gas Orbiter, al-Amal, Tianwen-1 und Perseverance mit dem Mars Helicopter).
Von den 48 Sonden mit abgeschlossener Primärmission erfüllten nur 19 ihr Missionsziel – 16 amerikanische, eine sowjetische, die europäische und die indische. Sieben Missionen waren teilweise erfolgreich – fünf sowjetische, eine europäisch-russische und eine amerikanische; bei der Letzteren (InSight) versagte allerdings ein in Deutschland gebautes Instrument. Die übrigen 22 Missionen waren komplette Fehlschläge. Einige der in den 1960er und 1970er gestarteten Sonden erreichten nicht einmal die Erdumlaufbahn, doch war dies auf die damals mangelnde Zuverlässigkeit der Trägerraketen zurückzuführen.
Die folgende Grafik gibt den Stand von Anfang 2019 wieder, soweit die Primärmissionen bereits abgeschlossen waren. Der ExoMars Trace Gas Orbiter, InSight und die ab 2020 gestarteten Sonden sind dementsprechend noch nicht berücksichtigt.